# Patrick van der Vorst
Patrick van der Vorst (2 mei 1971, Brugge) is een Belgisch-Brits rooms-katholieke priester en voormalig kunsthandelaar, die in Londen leeft. Hij werkte voor het veilinghuis Sotheby's en stichtte de website ValueMyStuff. In Vlaanderen werd hij in 2016 bekend als 'dealer' in het televisieprogramma Stukken van mensen. In 2023 werd Van der Vorst tot priester gewijd in Engeland.

## Biografie
Patrick van der Vorst is de kleinzoon van Gaston Depré, CVP-politicus en stichter van het bedrijf Group Depre, dat gespecialiseerd is in dierenvoeding. Zijn liefde voor kunst kreeg hij mee van zijn (groot)ouders die hem op jonge leeftijd meenamen naar veilingen. Zijn middelbare school deed hij op een Benedictijns internaat nabij Gent, waar hij Latijn-Grieks studeerde. Van 1990 tot 1995 studeerde hij rechten aan de Universiteit Namen (kandidatuur) en KU Leuven (licentiaat) en volgde hij daarnaast enkele vakken uit de richting kunstgeschiedenis.
Eens afgestudeerd als jurist verhuisde Van der Vorst op 24-jarige leeftijd naar Londen om er carrière te maken in de kunsthandel. Ongeveer van 1996 tot 2009 was hij werkzaam bij het gerenommeerde veilinghuis Sotheby's, om er stelselmatig op te klimmen in de rangen: deputy director in 1999, company director en head of continental furniture in 2001, en head of the decorative arts division in 2005. Zijn specialisaties waren impressionistische kunst en Frans meubilair.

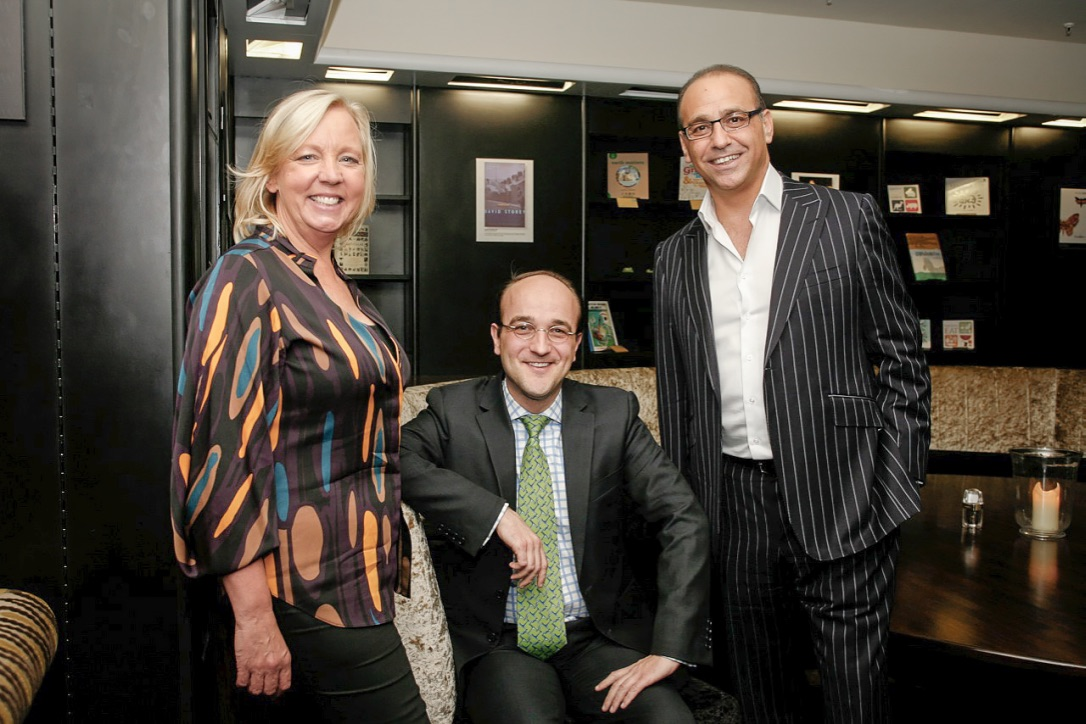
Deborah Meaden, Patrick van der Vorst en Theo Paphitis op het tv-programma Dragon’s Den (2010)

Rond 2010 startte Van der Vorst zijn eigen bedrijf met de website ValueMyStuff, het eerste online schattingsbedrijf ter wereld. Voor tien pond was het mogelijk binnen de 48 uur een waardeschatting op basis van een foto te bekomen. Om de website te promoten verscheen hij datzelfde jaar in het Britse BBC-programma Dragon’s Den, dat deelnemers de kans geeft investeerders aan te trekken. Een zakenovereenkomst van 170.000 euro werd gemaakt met de ondernemers Deborah Meaden en Theo Paphitis. Eind 2018 verkocht Van der Vorst de website - die uitgegroeid was tot het grootste online schattingsplatform ter wereld - aan Barnebys Group, een Zweedse concern werkzaam in kunst en antiek.
Sinds 2016 nam Van der Vorst gedurende vijf seizoenen deel aan het Vlaams realityprogramma Stukken van mensen op de zender VIER. Hij was op regelmatige basis te zien als een van de vier 'dealers', die trachtten een aangeboden object te kopen door er op te bieden.
Naast zijn lange carrière als kunsthandelaar en antiquair deed Van der Vorst geregeld vrijwilligerswerk voor de rooms-katholieke parochie van Westminster Cathedral te Londen. Na de verkoop van zijn bedrijf begon hij in 2019 met de website Christian.art, die kunst en geloof wil verbinden, en nam hij het besluit om zijn roeping tot het priesterschap te volgen. Het was een stap die hij al praktisch heel zijn leven overwoog. Na vier jaar studies aan het seminarie van het Pauselijk Beda College in Rome werd Van der Vorst in 2023 in Westminster Cathedral tot priester gewijd en een jaar later er benoemd tot onderpastoor.